# Cipango Planum
Il Cipango Planum è una struttura geologica della superficie di Tritone.